# Дивизион кораблей

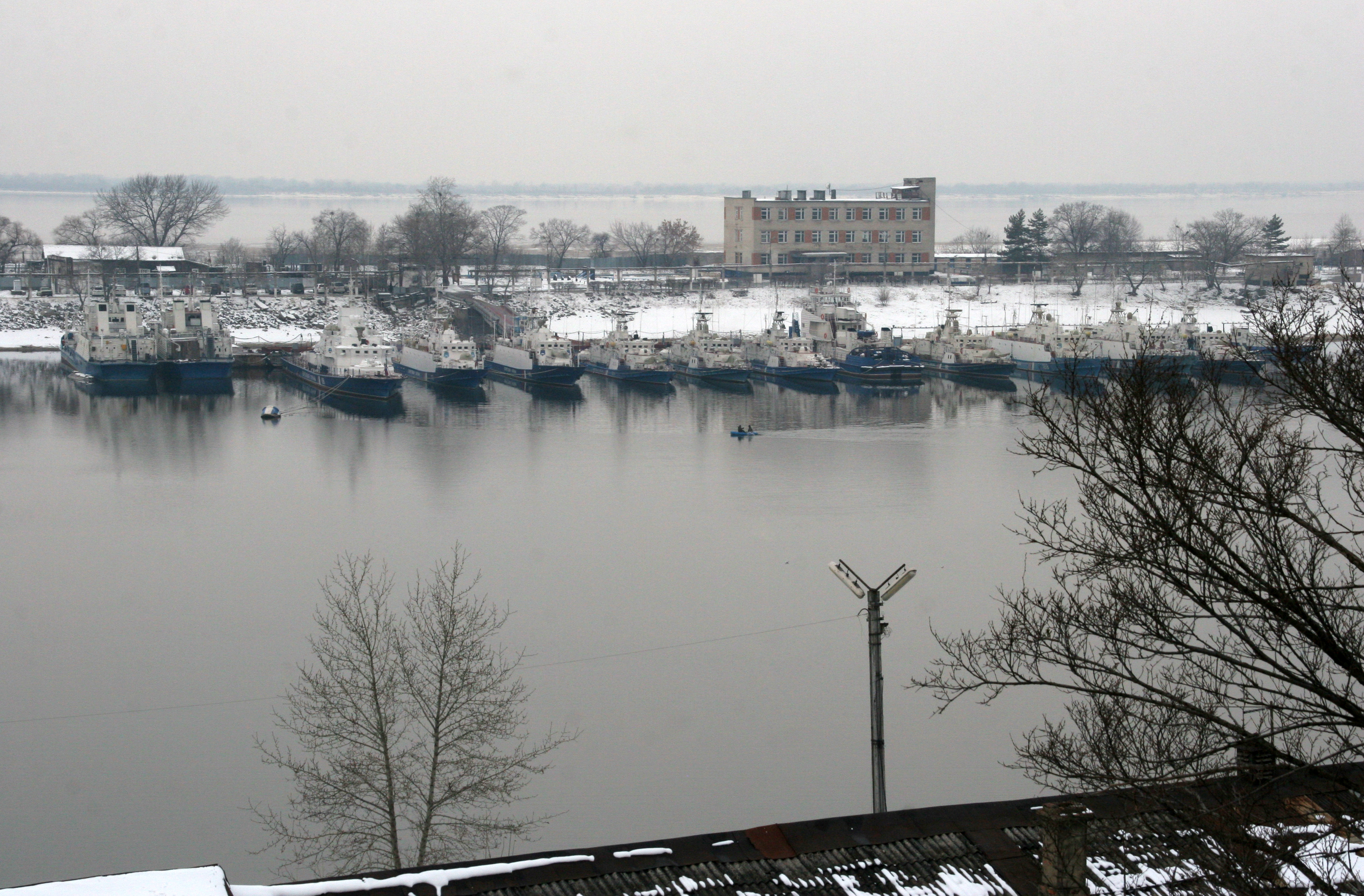
Дивизион пограничных кораблей

Дивизио́н корабле́й — постоянное формирование на флоте, первичное тактическое соединение однородных кораблей 2-го, 3-го и 4-го рангов.
Наименование дивизиона присваивается исходя из предназначения входящих в него кораблей:
- дивизион эскадренных миноносцев (эсминцев)
- дивизион сторожевых кораблей (сторожевиков)
- дивизион малых ракетных кораблей
- дивизион базовых тральщиков
- дивизион разведывательных кораблей
- и так далее.

Дивизионы кораблей 4 ранга могут подразделяться на звенья и отряды.
Командование дивизионом осуществляется через штатный орган управления.
Дивизионы могут быть отдельными или входить в состав бригад кораблей.
Количество кораблей в дивизионах может существенно различаться. Как правило, оно зависит от предназначения дивизиона кораблей, тактики их действий и вооружения. В дивизионы сводятся как корабли, так и вспомогательные суда: танкеры, спасательные и гидрографические суда, плавучие казармы и так далее.

## Дисциплинарные права командира
В отношении подчинённых им военнослужащих дисциплинарной властью пользуется:
- Командир дивизиона кораблей 4 ранга — командира батальона, дивизиона, авиаэскадрильи, отдельной роты (батареи)[1]
- Командир дивизиона кораблей 3 ранга — командира отдельного батальона (дивизиона, авиаэскадрильи)[1]

## Брейд-вымпелы командира дивизиона кораблей (судов) ВМФ ВС СССР

27.05.1935 — 16.11.1950
16.11.1950 — 21.04.1964
21.04.1964 — 21.07.1992

## Брейд-вымпелы командира дивизиона кораблей (судов) ВМФ ВС России
16. Брейд-вымпел командира дивизиона кораблей (судов) (рисунок 16) — представляет собой военно-морской флаг уменьшенного размера с коническим полотнищем и косицами синего цвета. Рис. 16.

Брейд-вымпел командира дивизиона кораблей (судов)

Отношение длины брейд-вымпела к ширине флага — 5:1.

Длина выреза косиц равна длине флага.

Растворение косиц равно 1/2 ширины флага.— Указ Президента Российской Федерации от 21 июля 1992 г. № 798

(21.07.1992 — 29.12.2000)
29.12.2000 —